# 11 tháng 9
Ngày 11 tháng 9 là ngày thứ 254 (255 trong năm nhuận) trong lịch Gregory. Còn 111 ngày trong năm.

## Sự kiện
- 1708 – Karl XII của Thụy Điển dừng cuộc hành quân đi chinh phục Moskva bên ngoài Smolensk, đánh dấu điểm bước ngoặt trong Đại chiến Bắc Âu.
- 1709 – Chiến tranh Kế vị Tây Ban Nha: Liên quân Anh-Áo-Hà Lan-Phổ giành thắng lợi trước quân Pháp trong trận Malplaquet.
- 1792 – Cách mạng Pháp: Viên kim cương Hope cùng những châu báu vương thất Pháp khác bị đánh cắp trong tình hình hỗn loạn.
- 1941 – Động thổ xây dựng Lầu Năm Góc, là trụ sở của Bộ Quốc phòng Hoa Kỳ.
- 1961 – Văn phòng đầu tiên của Quỹ Quốc tế Bảo vệ Thiên nhiên được mở cửa tại Thụy Sĩ.
- 1973 – Augusto Pinochet lãnh đạo một cuộc đảo chính tại Chile nhằm lật đổ tổng thống dân chủ Salvador Allende do nhân dân bầu ra.
- 2001 – Các phần tử Al-Qaeda thực hiện các vụ tiến công tự sát nhằm vào các mục tiêu tại khu vực thành phố New York và thủ đô Washington, D.C. tại Hoa Kỳ.
- 2007 – Nga thử nghiệm Cha của các loại bom, loại vũ khí thông thường mạnh nhất tính đến thời điểm đó.
- 2022 – Charles III đăng quang Quốc vương Anh Quốc

## Sinh
- 1833 – Nguyễn Phúc Hồng Y, tước phong Thụy Thái vương, hoàng tử con vua Thiệu Trị nhà Nguyễn, cha của vua Dục Đức (m. 1877).
- 1940 – Nông Đức Mạnh, Nguyên Tổng Bí thư Đảng Cộng sản Việt Nam.
- 1973 – Tô Hữu Bằng, Diễn viên - Ca sĩ Đài Loan.
- 1945 – Franz Beckenbauer, Cựu cầu thủ/HLV, hậu vệ thòng FC Bayern München Đức.
- 1985 - Mạnh Trường, diễn viên người Việt Nam
- 1986 - Thanh Trúc, nữ diễn viên kiêm ca sĩ người Việt Nam

## Mất
- 1541 - Mạc Thái Tổ, Hoàng đế khai quốc nhà Mạc (s. 1483)
- 1860 – Nguyễn Phúc Phổ, tước phong Điện Bàn công, hoàng tử con vua Gia Long (s. 1799).
- 1973 – Salvador Allende, tổng thống Chile, bị giết trong cuộc đảo chính do Augusto Pinochet cầm đầu.
- 2003 – Anna Lindh, Bộ trưởng Ngoại giao Thụy Điển, bị ám sát tại một khu phố ở Stockholm; bà Lindh nằm trong nhóm chính quyền chống chuyện đem đồng Euro vào Thụy Điển.
- 2021 - Phùng Quang Thanh, nguyên Bộ trưởng Bộ Quốc phòng Việt Nam (s. 1949).